# 朱迪·波洛克
朱迪·波洛克（英語：Judy Pollock，1940年6月25日—），旧姓阿穆尔（Amoore），澳大利亚田径运动员。她曾代表澳大利亚参加1964年和1976年夏季奥林匹克运动会田径比赛，其中1964年奥运会获得一枚铜牌。